# Comuna Cervone Ozero, Putîvl
Cervone Ozero (în ucraineană Червоне Озеро) este o comună în raionul Putîvl, regiunea Sumî, Ucraina, formată din satele Ceaplîșci, Cervone Ozero (reședința), Jarî și Kozlivka.

## Demografie
Componența lingvistică a comunei Cervone Ozero
     Rusă (58,29%)
     Ucraineană (41,52%)
     Alte limbi (0,19%)
Conform recensământului din 2001, majoritatea populației comunei Cervone Ozero era vorbitoare de rusă (58,29%), existând în minoritate și vorbitori de ucraineană (41,52%).